# Pedrógão Grande
Pedrógão Grande és un municipi portuguès, situat al districte de Leiria, a la regió del Centre i a la subregió de Pinhal Interior Norte. L'any 2004 tenia 4.262 habitants. Limita al nord-oest amb Castanheira de Pêra, a l'est amb Góis i Pampilhosa da Serra, al sud-est amb Sertã i a l'oest amb Figueiró dos Vinhos.

## Població
| Població del concelho de Pedrógão Grande (1801 – 2004) | Població del concelho de Pedrógão Grande (1801 – 2004) | Població del concelho de Pedrógão Grande (1801 – 2004) | Població del concelho de Pedrógão Grande (1801 – 2004) | Població del concelho de Pedrógão Grande (1801 – 2004) | Població del concelho de Pedrógão Grande (1801 – 2004) | Població del concelho de Pedrógão Grande (1801 – 2004) | Població del concelho de Pedrógão Grande (1801 – 2004) | Població del concelho de Pedrógão Grande (1801 – 2004) |
| ------------------------------------------------------ | ------------------------------------------------------ | ------------------------------------------------------ | ------------------------------------------------------ | ------------------------------------------------------ | ------------------------------------------------------ | ------------------------------------------------------ | ------------------------------------------------------ | ------------------------------------------------------ |
| 1801                                                   | 1849                                                   | 1900                                                   | 1930                                                   | 1960                                                   | 1981                                                   | 1991                                                   | 2001                                                   | 2004                                                   |
| 6691                                                   | 9132                                                   | 14157                                                  | 8877                                                   | 8239                                                   | 5842                                                   | 4643                                                   | 4398                                                   | 4262                                                   |

## Freguesies
- Graça
- Pedrógão Grande
- Vila Facaia